# Metrogaleruca
Metrogaleruca es un género de escarabajos  de la familia Chrysomelidae. En 1969 Bechyné & Bechyné describieron el género. Contiene las siguientes especies:
- Metrogaleruca antonia (Bechyne & Bechyne, 1965)
- Metrogaleruca lateralis (Jacoby, 1887)
- Metrogaleruca longula (Bechyne, 1954)
- Metrogaleruca obscura (Degeer, 1775)
- Metrogaleruca plaumanni (Bechyne, 1954)